# Теория за безконфликтността
Теорията за безконфликтността (на руски: теория бесконфликтности) се налага в съветския социалистически реализъм в изкуството по времето на култа към личността на Сталин.

## Зараждане
Известната теория на отражението, приписвана на Ленин, изхожда от схващането, че съзнанието не само отразява света, но и го създава, и служи за регулиране на смесването между идеализма и материализма. През 1940-те съветската реторика започва да набляга върху необходимостта от изграждане на комунистическо бъдеще за отстояване морала и идеологическото превъзходство на съветските мъже и жени. В резултат на това се ражда теорията за безконфликтността, като самият термин обаче за пръв път се използва едва през 1946 г.
Съществува мнение, че теорията за безконфликтността става популярна далеч преди 1940-те, още през 1920-те години.

## Същност
Теорията за безконфликтността налага изискването за идеалния герой. Поддръжниците на теорията за безконфликтността смятат, че с ликвидацията на „вражеските“ класи (след успехите на колективизацията) изчезват и конфликтите в съветското общество, а оттам и конфликтът в художественото произведение. Ако има конфликт обаче, той трябва да бъде „между красивото и прекрасното“, между положителните герои и по-положителните герои.
Вследствие прилагането на теорията за безконфликтността на преден план в съветското изкуство излизат парадността, лакировката, привидното благополучие и изкуственият патос. Появяват се произведения, в които съветското общество бива представено като триумфално шествие, маршируващо от победа към победа. Съветската критика изисква от писателите „празнична литература“, която да откъсва от „дребнавостта на ежедневието“ и да извисява. Този официално наложен подход към съветския живот изисква и нови типове живопис. Възвръщането към стария руски копнеж по руски теми, засилен от изпитанията през Втората световна война, прави пейзажа любима тема за рисуване, наред с мотивите от мирния живот, каквато е например колективната пропагандна творба с претенциозно заглавие „Песен на мира“ Архив на оригинала от 2004-11-23 в Wayback Machine..
В художествената литература се появяват произведения, ярки примери за безконфликтност: „Кавалерът на Златната звезда“ и „Светлина над земята“ от Семьон Бабаевски и пиесата „Московски характер“ от Анатолий Софронов. В тази пиеса конфликт не липсва, но той е между „доброто“ и „по-доброто“. Главният герой на пиесата, директор на машиностроителен завод, отказва да приеме поръчка за щампи за оцветяване на тъкани за рокли, понеже е „изостанал“, не разбира нарасналите културни и битови нужди на съветското общество, а за него главното е изпълнението на плана на едрото машиностроене. Въпреки това, след редица молби, увещания и ходатайства, директорът скланя.
В съветското кино също се усеща духът на безконфликтността, например, във филмите „Кубански казаци“ (1949) и „Донецки миньори“ (1950).
Когато Студената война става реалност, теорията за безконфликтността настоява за елиминиране на описанието на конфликти в съветското общество и за работа по постигане на целта – изграждане на комунизма. Според Матю Боун (Matthew Cullerne Bown. Socialist Realist Painting. New Haven: Yale University Press, 1998) „Всеки, който се осмели да посочи някое несъвършенство или сфера на конфликт в сталинисткото общество, слага главата си в торбата и опитът от 1930-те показва колко опасно би могло да бъде това“ Архив на оригинала от 2004-11-23 в Wayback Machine..
Седемдесетият рожден ден на Сталин през 1949 става повод за поява на безброй портрети, които са подчинени на строги и често абсурдни правила, определящи, например, разстоянието между другите хора и лидера, изобразен сред множеството. Наблягането върху индивидуалния героизъм на обикновените съветски хора измества ранния образ на героичния супермен стахановец Архив на оригинала от 2004-11-23 в Wayback Machine..

## Влияние върху българската литература
Теорията за безконфликтността оказва влияние и върху българската литература, например в някои разкази за колективизацията в селското стопанство, в които сложният и противоречив процес бива представен в светлината на фалшива идеализация.

## Критика и наследство
Още преди Втората световна война срещу теорията за безконфликтността се появяват възражения, например „Против шаблона“ от Антон Макаренко (1938).
Тъй като обаче социалистическият реализъм неизбежно е свързан със съдбата на съветските политически лидери, теорията за безконфликтността бива разкритикувана официално след смъртта на Сталин през март 1953. На Втория конгрес на съветските писатели (1954) тя бива отхвърлена, а на Двайсетия конгрес на КПСС (1956) бива окончателно „сразена“ с речта на Хрушчов, озаглавена „За култа към личността и неговите последици“. Започва да се насърчава строгото настроение, а нуждата от открита драма бива поставена под въпрос. Официално обаче на творците бива позволено да използват известно количество хумор при изобразяване на съвременните съветски хора. Постепенно интересът към ежедневните жанрови сцени избледнява и след 1957 г. се заражда т.нар. „суров стил“. Популярност печелят нови теми като например темата за разработването на девствени територии, използвана като романтична пропаганда за заселване на безлюдни райони. В съветското изкуство се появява нов герой на съвременността – по-приветлив, по-отпуснат и в известен смисъл – по-малко пуритански. Същевременно обаче, той е по-схематичен, стереотипен и статичен.

## Критика в литературата
Критика както на теорията за безконфликтността, така и на социалистическия реализъм изобщо откриваме в „Раково отделение“ от Александър Солженицин. Една от героините си мечтае да стане писателка и казва: ... „много сериозно няма да ме критикуват, защото при мен няма да има идейни отклонения! В художествено отношение – нека да ме критикуват. Но важното е да не пропускам обратите, с каквито е пълен животът. Например, преди казваха: ‘Не трябва да има конфликти!’ А сега казват: ‘погрешната теория за безконфликтността’. Та, ако едни говорят постарому, а други по новому, ще се забележи, че нещо се е променило. А ако всички изведнъж започнат да говорят по новому, без преход, няма и да се забележи, че е настъпил обрат... Най-важното е да бъдеш тактичен и отзивчив към полъха на времето. И няма да попаднеш под критика“... И героинята предлага на баща си да прочете „У нас вече е утрин“, „Светлина над земята“, „Труженици на мира“, „Разцъфнали планини“.